# الزعيمان (مسلسل)
الزعيمان هو مسلسل سيرة ذاتية تاريخي ليبي من إخراج أسامة رزق ومن كتابة عزة شلبي وأحمد نبيل سنة 2020، وبطولة كل من ربيع القاطي، صالح القراد، نادرة عمران، عبد الحميد التائب، نصاف بن حفصية، محمد عثمان، محمد بن يوسف، وغيرهم. إنطلق عرض المسلسل بتاريخ 24 أبريل 2020 على قناة سلام الليبية.

## ملخص القصة
يتناول العمل السيرة الذاتية لسليمان الباروني وبشير السعداوي وكفاحهما ضد الاستعمار الإيطالي في الفترة ما بين 1880 إلى 1923 من تاريخ ليبيا.

## طاقم التمثيل
- ربيع القاطي
- صالح القراد
- نادرة عمران
- عبد الحميد التائب
- نصاف بن حفصية
- محمد عثمان
- محمد بن يوسف
- علي الشول
- أنور التير
- ياسمين الديماسي
- نبريس بلقاسم
- هند العرفية

## وصلات خارجية
- الزعيمان على موقع IMDb (الإنجليزية)
- الزعيمان على موقع قاعدة بيانات الأفلام العربية
- الزعيمان على موقع كينوبويسك (الروسية)